# Max Mule
Maximilian "Max" Mule (engelsk: Maximilian "Max" Goof) er en tegnefilmsfigur, der er søn af den populære Disney-figur Fedtmule. Han optrådte første gang i tegnefilmsserien Max og Mule. Max er muligvis inspireret af den rødhårede "Junior" eller "Buster" ("George Geef, Jr.") fra en serie af Fedtmule-tegnefilm fra 1950'erne.
Max er også medvirkende i Max og Mules spin-off film Fedtmule og søn (1995) og dens efterfølger Fedtmule og søn 2 (2000); filmen Mickey fejrer jul med alle sine venner (1999) og dens efterfølger Mickey fejrer jul i Andeby (2004); og i tv-serien Hos Mickey (2001).
Han er en af de få tegnefilmsfigurer, der ikke bare er blevet ældre, men er blevet det i tæt på virkelig tid. Han blev vist som en 11-årig i Max og Mule, som en teenager i Fedtmule og søn, og senest, i Fedtmule og søn 2 og Hos Mickey, en ung voksen.
Meget imod sit eget ønske ligner Max sin far til tider. Han synes dog selv at han er meget mere cool end Fedtmule, og er ikke så oprigtig og ydmyg som sin far, da han kan være noget af en pralhals, når han klarer sig godt i noget.
Max' stemme er i den engelske version blevet indtalt af Dana Hill (Max og Mule), Shaun Fleming (Mickey fejrer jul med alle sine venner) og Jason Marsden (alle optrædener siden Fedtmule og søn). I de danske synkroniseringer er hans talestemme blevet indtalt af Christian Potalivo, og hans sangstemme er blevet sunget af Laus Høybye.